# Episodi di We Bare Bears (seconda stagione)
La seconda stagione della serie animata We Bare Bears - Siamo solo orsi, composta da 26 episodi, è stata trasmessa negli Stati Uniti, da Cartoon Network, dal 25 febbraio 2016 all'11 aprile 2017.
In Italia è stata trasmessa dal 25 giugno 2016 al 19 maggio 2017 su Cartoon Network.
| nº | Titolo originale      | Titolo italiano          | Prima TV USA     | Prima TV Italia   |
| -- | --------------------- | ------------------------ | ---------------- | ----------------- |
| 1  | Yard Sale             | Il mercatino dell'usato  | 25 febbraio 2016 | 26 giugno 2016    |
| 2  | Slumber Party         | Pigiama party            | 3 marzo 2016     | 25 giugno 2016    |
| 3  | Bear Cleanse          | La dieta                 | 10 marzo 2016    | 27 giugno 2016    |
| 4  | Nom Nom's Entourage   | La comitiva di Nom Nom   | 17 marzo 2016    | 25 giugno 2016    |
| 5  | Ranger Tabes          | Una ranger speciale      | 31 marzo 2016    | 30 giugno 2016    |
| 6  | Rooms                 | Stanze                   | 21 aprile 2016   | 1º luglio 2016    |
| 7  | Losing Ice            | Orso Bianco se ne va     | 28 aprile 2016   | 29 giugno 2016    |
| 8  | Cellie                | Il cellulare             | 5 maggio 2016    | 7 luglio 2016     |
| 9  | Fashion Bears         | Orsi alla moda           | 1º agosto 2016   | 8 settembre 2016  |
| 10 | The Island            | L'isola                  | 2 agosto 2016    | 9 settembre 2016  |
| 11 | Bear Flu              | Febbre orsina            | 3 agosto 2016    | 7 settembre 2016  |
| 12 | Chicken and Waffles   | Charlie in città         | 4 agosto 2016    | 10 settembre 2016 |
| 13 | The Audition          | Il provino               | 5 agosto 2016    | 9 settembre 2016  |
| 14 | Captain Craboo        | Capitan Granchietto      | 5 settembre 2016 | 15 settembre 2016 |
| 15 | Captain Craboo        | Capitan Granchietto      | 5 settembre 2016 | 15 settembre 2016 |
| 16 | Baby Bears on a Plane | Orsetti in aereo         | 6 ottobre 2016   | 18 ottobre 2016   |
| 17 | Yuri and the Bear     | Yuri e l'orso            | 13 ottobre 2016  | 25 ottobre 2016   |
| 18 | Icy Nights            | Notti di ghiaccio        | 20 ottobre 2016  | 13 gennaio 2017   |
| 19 | Everyone's Tube       | Gli orsi su YouTube      | 27 ottobre 2016  | 11 gennaio 2017   |
| 20 | Creature Mysteries    | Gli orsi salvano Charlie | 3 novembre 2016  | 14 gennaio 2017   |
| 21 | The Library           | L'esame di chimica       | 10 novembre 2016 | 16 gennaio 2017   |
| 22 | Grizz Helps           | Grizz aiuta tutti        | 17 novembre 2016 | 15 gennaio 2017   |
| 23 | Christmas Parties     | Feste di Natale          | 1º dicembre 2016 | 23 dicembre 2017  |
| 24 | Subway                | Disavventura in metro    | 4 aprile 2017    | 19 maggio 2017    |
| 25 | Panda's Friend        | Un amico per Panda       | 6 aprile 2017    | 19 maggio 2017    |
| 26 | Neighbors             | Nuovi vicini             | 11 aprile 2017   | 19 maggio 2017    |